# Вёшенка
Вёшенка, или ве́шенка (лат. Pleurotus) — род грибов семейства вёшенковые, или плевротовые (Pleurotaceae).
Развивается на субстрате из неживых растительных остатков, из которого способен усваивать целлюлозу и лигнин. В природе растёт на стволах засохших деревьев.
Существуют технологии промышленного разведения вёшенки на древесных опилках, соломе злаков, лузге семян подсолнечника, известны технологии любительского разведения грибов на вате.
Грибница (мицелий) вёшенки поддаётся хранению. Есть компании, продающие её для огородных хозяйств.

## Хозяйственное использование
Важная особенность грибов этого рода — простота выращивания и высокая урожайность. Их несложно вырастить в домашних условиях.
Вёшенка — второй по популярности культивируемый гриб в России. В 2015 году на него пришлось примерно 27 % от совокупного производства культивируемых грибов в стране (около 3,8 тыс. тонн).

## Виды
- Pleurotus abieticola R.H. Petersen & K.W. Hughes, 1997
- Pleurotus albidus (Berk.) Pegler, 1983
- Pleurotus alocasiae Corner, 1981
- Pleurotus armeniascus Corner, 1981
- Pleurotus aureovillosus Corner, 1981
- Pleurotus australis (Cooke & Massee) Sacc., 1891
- Pleurotus calyptratus (Lindblad) Sacc., 1887 — Вёшенка покрытая, или Вёшенка зачехлённая
- Pleurotus chrysorrhizus Corner, 1981
- Вёшенка лимонная (Pleurotus citrinopileatus) Singer, 1943
- Вёшенка рожковидная (Pleurotus cornucopiae) (Paulet) Rolland, 1885
- Pleurotus craspedius (Fr.) Gillet, 1876
- Pleurotus cyatheicola Corner, 1981
- Pleurotus cystidiosus O.K. Mill., 1969
- Pleurotus decipiens Corner, 1981
- Вёшенка розовая (Pleurotus djamor) (Rumph. ex Fr.) Boedijn, 1959
- Вёшенка дубовая (Pleurotus dryinus) (Pers.) P. Kumm., 1871
- Pleurotus elongatipes Peck, 1908
- Вёшенка степная (Pleurotus eryngii) (DC.) Quél., 1872
- Pleurotus euosmus (Berk.) Sacc., 1887
- Pleurotus favoloides Singer, 1989
- Pleurotus hyacinthus Corner, 1981
- Pleurotus lactuosus Corner, 1981
- Pleurotus lampas (Berk.) Sacc., 1887
- Pleurotus lazoi Donoso, 1981
- Pleurotus lilaceilentus Corner, 1981
- Pleurotus lindquistii Singer, 1960
- Pleurotus musae Corner, 1981
- Pleurotus nebrodensis (Inzenga) Quél., 1886
- Pleurotus olivascens Corner, 1981
- Pleurotus omnivagus Corner, 1981
- Вёшенка обыкновенная (Pleurotus ostreatus) (Jacq.) P.Kumm., 1871
- Pleurotus penangensis Corner, 1981
- Pleurotus populinus O. Hilber & O.K. Mill., 1993
- Pleurotus problematicus Corner 1981
- Вёшенка лёгочная (Pleurotus pulmonarius) (Fr.) Quél., 1872
- Pleurotus rattenburyi Segedin, 1984
- Pleurotus roseolus Quél., 1880
- Pleurotus staringii Oudem., 1881
- Pleurotus subareolatus Peck, 1886
- Pleurotus submembranaceus (Berk.) Pegler, 1988
- Pleurotus subviolaceus Corner, 1981
- Pleurotus viscidulus (Berk. & Broome) Pegler, 1965[5][6]